# Fernando Lahille

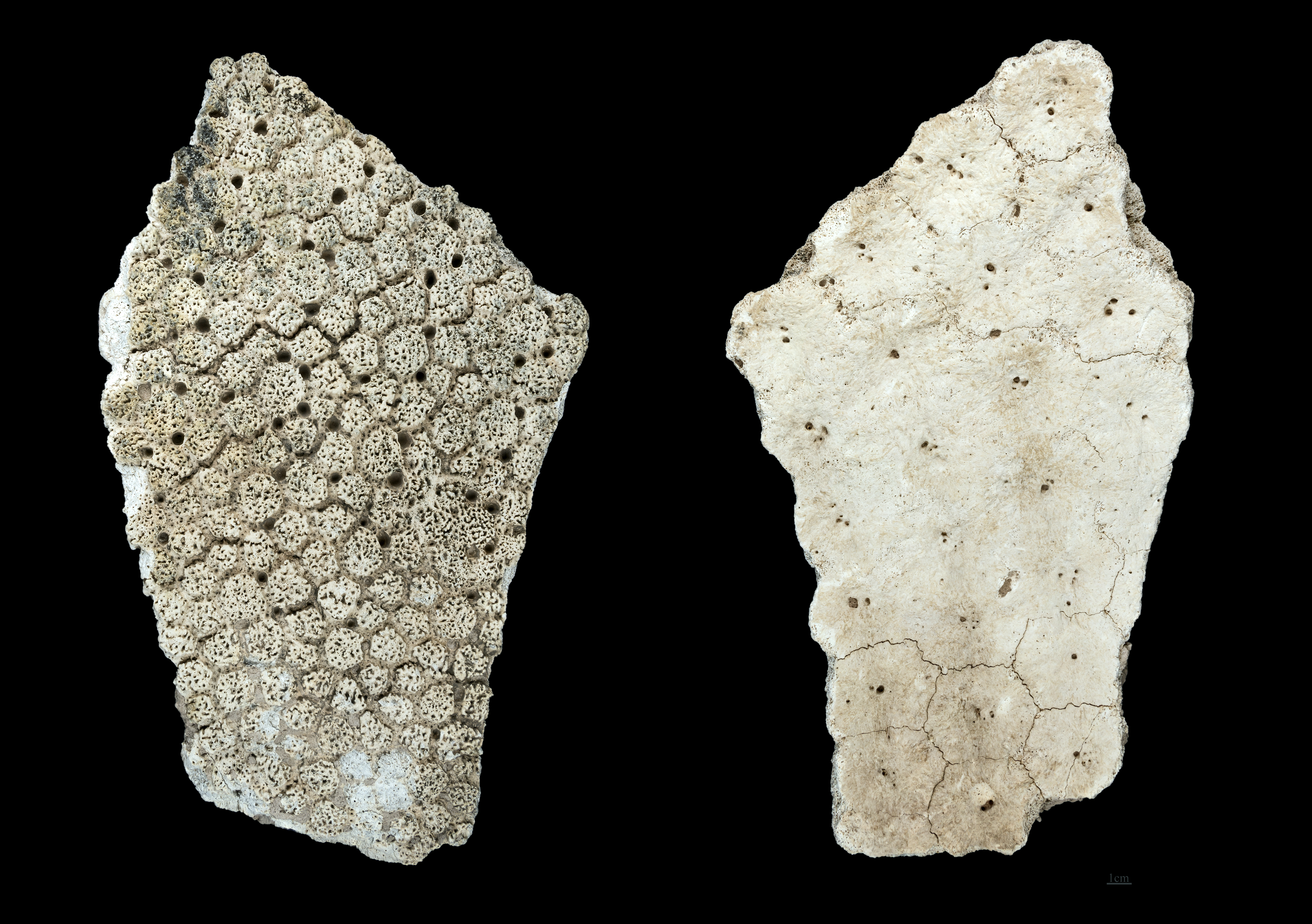
Glyptodon clavipes - colección de Fernando Lahille

Fernando Lahille (Ruan, 18 de agosto de 1861-13 de julio de 1940) fue un naturalista francés especializado en ictiología.
Se doctoró en Ciencias naturales en la Universidad de París en 1891 y en Medicina en 1893. Ejerció la docencia como profesor libre en la Facultad de Ciencias de Toulouse entre 1890 y 1892 y trabajó junto a renombrados naturalistas.
Viajó a la Argentina el 15 de septiembre de 1893, convocado por el naturalista perito Moreno, país en el que desarrolló su actividad científica.

## Labor
Fue jefe del Museo de La Plata desde 1893 hasta 1899, donde dirigió y organizó la sección de Zoología. En 1898 proyectó e instaló en Mar del Plata, en la zona de Punta Mogotes, el primer laboratorio costero de biología marina sudamericano; este fue el inicio del INIDEP (Instituto Nacional de Investigación y Desarrollo Pesquero).
Fue jefe de la división de Caza y Pesca del Ministerio de Agricultura de la Nación, donde realizó, entre otros, estudios sobre las plagas de la agricultura y la ganadería. Fundó el laboratorio de Zoología aplicada.
Fue catedrático de la Escuela Normal de Profesores Mariano Acosta desde 1904 hasta 1930 y profesor en la Facultad de Agronomía y Veterinaria de la Universidad de Buenos Aires desde 1910 hasta 1930.
Desarrolló el simbolismo de la clasificación decimal geográfica universal de la Argentina.
Siendo experto en la clasificación de especies naturales, en 1896 fue invitado a Ushuaia, Tierra del Fuego, por el gobernador Pedro Godoy para dirigir una misión científica organizada por Francisco Pascasio Moreno, entonces director del Museo de La Plata, con el objetivo de estudiar la fauna marina y las características climáticas de la zona. Esta misión fue codirigida por Nicolás Alboff y contó con la colaboración de los biólogos Emilio Beaufils y Carlos Lahille. Llevaron a cabo estudios zoológicos y botánicos, hicieron un examen de la estratigrafía de las zonas visitadas, y como tuvieron la oportunidad de tomar contacto con una tribu selknam que había sido llevada a Ushuaia desde San Sebastián se dedicaron a realizar estudios antropológicos sobre los aborígenes, tomando nota de parte de su vocabulario y tomando fotografías que fueron publicadas en la Revista del Museo de La Plata en 1926.
Fue firmante del acta constitutiva de la «Sociedad Ornitológica del Plata», fundada el 28 de julio de 1916, luego denominada «Aves Argentinas - Asociación Ornitológica del Plata» y miembro de la Academia Nacional de Agronomía y Veterinaria.
Falleció el 13 de julio de 1940.

## Reconocimientos
Recibió distinciones, diplomas y medallas nacionales e internacionales, entre otros, en 1911 recibió la medalla de oro en la exposición de Torino y medalla de plata en la exposición de Roubaix; en 1926 fue nombrado «académico» de la Sociedad Argentina de Ciencias Naturales; en 1930 «profesor honorario» de la Universidad de Buenos Aires; en 1934 fue nombrado Caballero de la Legión de Honor.
Se nombró en su honor a una especie de peces de la familia Sebastidae: la Helicolenus lahillei. La Fundación del Museo de La Plata otorga un premio y varias distinciones anuales que llevan su  nombre.

## Publicaciones
Realizó más de trescientas publicaciones de sus trabajos de investigación. Algunos de los títulos:
- Enumeración de los peces cartilaginosos, piectognatos y gimnótidos encontrados en las aguas argentinas (1921).[9]
- Matériaux pour servir a l'histoire des Oonas indigènes de la Terre de feu : planches (1926).[10]
- Estabilidad, evolución, adaptación y progreso (1938).[11]
- Los peces argentinos de cara torcida (1939).[12]
- Informe preliminar del viaje de exploración del Azopardo al golfo San Matías.
- Aplicación de las ciencias naturales a la colonización de las costas del Sud.
- Fines de verano en la Tierra del Fuego.
- Las ballenas en nuestros mares; sus costumbres y aprovechamiento.
- El dominio nacional de la pesca marítima.
- Preparación de un atlas talasográfico para el fomento de las industrias marítimas.
- La verité sur les indiens de la Terre de Feu.
- Población y colonización de las costas del Sur.
- Notaciones de las nervaduras alares de los mosquitos.
- La colonización en el Sud; notas sobre la pesca en la costa atlántica.
- El transporte de pescado fresco en los ferrocarriles.
- Algunos animales marinos de las islas Sandwich.
- Vestigios griegos en el idioma de los onas.